# Bilheteria dos cinemas no Brasil em 2000
Lista com o público dos principais filmes lançados nos cinemas de todo o Brasil no ano de 2000.

## Arrecadação total
Contabiliza apenas filmes que estrearam em 2000.
| #  | Filme                                   | Faturamento   | Público   |
| -- | --------------------------------------- | ------------- | --------- |
| 1  | Gladiador                               | R$ 15 121 423 | 2 651 462 |
| 2  | Dinossauro                              | R$ 15 024 741 | 3 392 643 |
| 3  | Missão Impossível II                    | R$ 14 602 455 | 2 727 691 |
| 4  | Todo Mundo em Pânico                    | R$ 12 378 892 | 2 416 344 |
| 5  | O Auto da Compadecida                   | R$ 11 327 598 | 2 157 166 |
| 6  | X-Men: O Filme                          | R$ 10 986 708 | 2 081 637 |
| 7  | Beleza Americana                        | R$ 10 864 826 | 1 836 266 |
| 8  | O Pequeno Stuart Little                 | R$ 9 854 590  | 2 204 345 |
| 9  | Xuxa Popstar                            | R$ 9 624 288  | 2 394 326 |
| 10 | Pânico 3                                | R$ 9 357 978  | 1 623 048 |
| 11 | 60 Segundos                             | R$ 8 801 521  | 1 526 536 |
| 12 | O Patriota                              | R$ 8 368 518  | 1 451 436 |
| 13 | A Fuga das Galinhas                     | R$ 7 413 612  | 1 399 742 |
| 14 | Revelação                               | R$ 7 063 635  | 1 225 117 |
| 15 | Erin Brockovich - Uma Mulher de Talento | R$ 6 876 682  | 1 192 692 |
| 16 | Mar em Fúria                            | R$ 6 686 392  | 1 159 688 |
| 17 | O Homem Sem Sombra                      | R$ 6 192 797  | 1 074 079 |
| 18 | As Panteras                             | R$ 5 999 953  | 1 040 632 |
| 19 | Pokémon - O Filme 2000                  | R$ 5 801 365  | 1 006 189 |
| 20 | 102 Dálmatas                            | R$ 5 795 604  | 1 152 059 |